# فاي بالا
فاي بالا (بالفرنسية: Faye Balla)‏ (17 سبتمبر 1994 في السنغال - ) هو لاعب كرة قدم سنغالي في مركز الدفاع. لعب مع نادي سبيزيا ونادي أولهانينسي.

## روابط خارجية
- فاي بالا على موقع قاعدة بيانات كرة القدم.إي يو (الإنجليزية)
- فاي بالا على موقع Soccerway.com (الإنجليزية)